# Земсков, Михаил Михайлович
Михаил Михайлович Земсков (род. 2 мая 1994, Владимир, Россия) — российский футболист, нападающий. Мастер спорта России.

## Карьера
Воспитанник владимирского футбола, первый тренер Латин Николай Алексеевич.

### Клубная
В 2010—2012 годах играл в чемпионате Владимирской области за «Торпедовец» Владимир. В сезоне 2011/12 провёл 8 матчей, забил один гол за владимирское «Торпедо» в ФНЛ. Сезон 2012 года отыграл за «Торпедо» в первенстве ЛФЛ — 14 игр, 16 голов. Сезоны 2013/14 и 2014/15 вновь провёл на профессиональном уровне, в ПФЛ — 61 игра, 15 голов. На Кубке ФНЛ 2015 за «Крылья Советов» в пяти матчах забил два гола, но контракт в итоге не подписал. Перед сезоном 2015/16 перешёл в ярославский «Шинник», с которым дошёл до полуфинала Кубка России 2017/2018.
В июне 2018 года подписал контракт с курским «Авангардом». Обладатель Кубка ФНЛ 2019 года, был признан лучшим полузащитником турнира.

### В сборной
В январе — феврале 2014 сыграл пять товарищеских матчей за молодёжную сборную России (тренер Николай Писарев), забил два гола — в ворота Эстонии (3:0).

## Личная жизнь
Брат — Алексей (род. 2002), по состоянию на 2019 год занимался футболом в «Торпедо».
Жена Анастасия (с 2016 г.); сын Артемий.